# Каброль, Фернан
Фернан Каброль (фр. Fernand Cabrol; 11 декабря 1855, Марсель — 4 июня 1937[…], Фарнборо, Гэмпшир) — французский историк и литургист. Монах бенедиктинского ордена, видный специалист в области истории христианского богослужения.

## Биография
29 сентября 1877 года вступил в орден бенедиктинцев, 3 июня 1882 года был рукоположен в священники. С момента вступления в орден и до 1896 года был монахом Солемского аббатства, в 1890 году был избран приором.
В 1896 году Каброль перешёл в воссозданный монастырь св. Михаила в английском Фарнборо, в 1903 году стал аббатом и занимал этот пост до смерти.
В своей научной деятельности Каброль специализировался на истории христианской литургии. Одним из важнейших его проектов был труд «Литургические памятники Церкви» (Monumenta ecclesiae liturgica), который он издавал вместе с А. Леклерком и М. Феротеном. Труд задумывался как более масштабный, однако вышло лишь 4 тома, содержавших тексты с апостольских времён до императора Константина I. В 1903—1913 году вместе с А. Леклерком редактировал многотомный «Энциклопедический словарь по христианской археологии и литургии» (Dictionnaire d’archéologie chrétienne et de liturgie). Среди других работ Ф. Каброля книга «Старинный молитвенник» (Livre de la prière antique) и исследование иерусалимской литургии IV века на основе данных паломницы Эгерии. В последние годы жизни был профессором Католического университета Анжера, где читал курсы по истории Церкви и патристике.